# Bewegung des 26. Juli

Flagge der Bewegung des 26. Juli

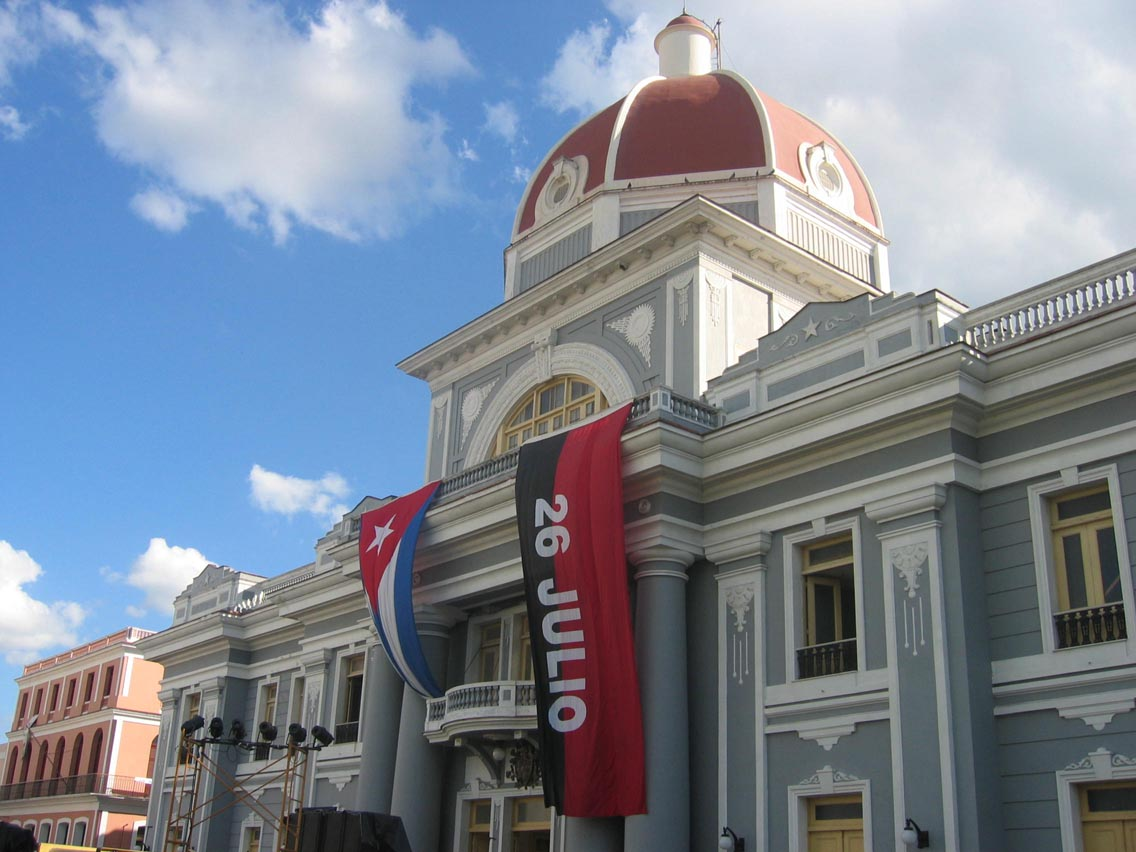
Flagge der Bewegung des 26. Juli in Cienfuegos

Movimiento 26 de Julio (deutsch Bewegung des 26. Juli, Abkürzung M-26-7) ist der Name der von Fidel Castro geführten Organisation während der kubanischen Revolution.
Die Bezeichnung geht auf das Datum des Angriffs auf die Moncada-Kaserne in Santiago de Cuba am 26. Juli 1953 zurück. Der Angriff unter Führung von Fidel Castro scheiterte zwar, doch gilt dieses Datum als Ausgangspunkt der siegreichen kubanischen Revolution gegen das autoritäre Batista-Regime. Noch heute ist der 26. Juli Nationalfeiertag in Kuba.

## Geschichtliche Entwicklung

### Vorläufer
Vor Gründung der Bewegung des 26. Juli hatte Fidel Castro zunächst seine Untergrundgruppe zusammengestellt, mit der er am 26. Juli 1953 die gescheiterten Erstürmungen der Moncada-Kaserne in Santiago de Cuba und der Céspedes-Kaserne in Bayamo durchführte. Ziel war die massenhafte Erbeutung von Waffen für einen Volksaufstand gegen die Regierung Batista. Diese erste Gruppe, deren Mitglieder überwiegend aus dem Umland von Havanna stammten, wurde als „Generación del Centenario“ („Generation des 100. Jubiläums“) bekannt.

### Gründung und Rolle im Aufstand gegen Batista
Obwohl sie zu Haftstrafen von bis zu 15 Jahren verurteilt waren, kamen die Moncadistas nach einer massiven Kampagne für ihre Freilassung am 15. Mai 1955 im Zuge einer Generalamnestie bereits nach weniger als zwei Jahren Haft wieder frei. Noch auf Kuba reorganisierten sich die Anhänger der revolutionären Bewegung um Fidel Castro bereits am 12. Juni 1955 als Bewegung des 26. Juli. Die Strategie war der bewaffnete Kampf durch kleine geheime Zellen im Untergrund, die über das ganze Land verstreut waren.
Frank País wurde als nationaler Chef der Untergruppe Aktion und Sabotage zum Anführer im Untergrund auf Kuba; weitere Aktivisten, die im Land blieben, waren Armando Hart, Celia Sánchez, Haydée Santamaría, Vilma Espín. Fidel Castro und andere Moncadistas gingen zunächst ins Exil. Am 7. Juli 1955 kam Fidel Castro in Mexiko an, wo er die bewaffnete Expedition zurück nach Kuba plante und vorbereitete. Dort traf er auch auf Ernesto Guevara, später bekannt als el Che. Am 26. November 1956 brachen 82 Revolutionäre – darunter 20 Moncadistas wie Fidel und Raúl Castro, Juan Almeida, Mario Chanes und Ramiro Valdés; neu hinzu kamen u. a. die späteren Comandantes Che Guevara und Camilo Cienfuegos – von Tuxpan (Mexiko) mit der Yacht Granma nach Kuba auf, wo sie am 2. Dezember 1956 ankamen.
Die Bewegung wurde vom ehemaligen kubanischen Präsidenten Carlos Prío mit $ 125.000 unterstützt, der 1952 ins Exil nach Miami gegangen war. Die Waffen, mit denen die Bewegung gegen die zahlenmäßig weit überlegene und von den USA unterstützte Batista-Armee kämpfte, wurden zum Teil von der US-amerikanischen Mafia geliefert, teils aus ganz handfesten finanziellen Interessen, teils als Rückversicherung: Die Mobster hatten stark in die Spielcasinos, den Drogenhandel und die Nachtclubs von Havanna investiert und wollten sicherstellen, dass die Bewegung des 26. Juli im Falle eines Sieges sich einer Fortsetzung ihrer Geschäfte nicht in den Weg stellen würde. Nach über zwei Jahren Guerillakampf flüchtete der Diktator Batista schließlich am 1. Januar 1959 aus Kuba.
Im Laufe des Jahres 1957 wurde für die Guerilla in der Sierra Maestra auch die Bezeichnung Rebellenarmee gebräuchlich.

### Von einer prodemokratischen Bewegung zur kommunistischen Einheitspartei
Während des Kampfes gegen Batistas Herrschaft war die Bewegung des 26. Juli noch nicht marxistisch ausgerichtet, sondern bestand aus verschiedenen, auch starken bürgerlichen Strömungen mit dem gemeinsamen Ziel der Wiederherstellung eines demokratischen Rechtsstaates einschließlich der in der Verfassung von 1940 formulierten Ziele einer tiefgreifenden Bodenreform und der Bekämpfung sozialer Ungleichheit. Erst unmittelbar nach dem Sieg der Revolution begannen Fidel Castro und der starke linke Flügel (Raúl Castro, Che Guevara u. a.) mit der von Blas Roca geführten Sozialistischen Volkspartei (Partido Socialista Popular, PSP), der damaligen kommunistischen Partei Kubas, zusammenzuarbeiten und eine am sowjetischen Vorbild ausgerichtete Ein-Parteien-Diktatur einzuführen. Dies geschah zunächst verdeckt und im starken Kontrast zu öffentlichen Distanzierungen Castros vom Kommunismus. Der allmähliche Kurswechsel hatte jedoch mehrere Rücktritte oder erzwungene Entlassungen führender liberaler M-26-7-Vertreter zur Folge, darunter noch 1959 Pedro Díaz Lanz, Huber Matos und Faustino Pérez. In den Folgejahren entschieden sich zahlreiche ehemalige Guerillakämpfer des 26. Juli erneut den bewaffneten Kampf aufzunehmen, um nun ihren ehemaligen Anführer Fidel Castro zu stürzen, von dem sie sich betrogen sahen: Hierzu gehörten unter anderem Manuel Ray, Raúl Chibás und der erste Premierminister der Revolutionsregierung, Humberto Sorí Marín. Sie und andere ehemalige M-26-7-Mitglieder gründeten 1960 die verdeckte Widerstandsgruppe „Movimiento Revolucionario del Pueblo“ („Revolutionäre Volksbewegung“, MRP), die sich von rechtsgerichteten konterrevolutionären Gruppierungen klar distanzierte.
Im Juli 1961 fusionierte die Bewegung des 26. Juli, die inzwischen als eigenständige politische Kraft im Schatten des Revolutionsführers Castro kaum noch in Erscheinung trat, mit der PSP und dem Revolutionären Direktorium des 13. März (geführt von Faure Chomón) zu den sogenannten Integrierten Revolutionären Organisationen Kubas (Organizaciones Revolucionarias Integradas, ORI). Aus den ORI wurde am 26. März 1962 die Vereinigte Partei der Kubanischen Sozialistischen Revolution (Partido Unido de la Revolución Socialista de Cuba, PURSC), aus der am 3. Oktober 1965 schließlich die Kommunistische Partei Kubas (PCC) hervorging.

## Historische Parallelen zur von Marx beschriebenenGesellschaft des 10. DezemberNapoleons III.
2007 wies der französische Autor Serge Raffy in seiner Castro-Biographie Castro, l'infidèle auf deutliche Parallelen zwischen der Bewegung des 26. Juli und der ein Jahrhundert zuvor in Frankreich von Louis-Napoléon Bonaparte zum Zweck der Erlangung der uneingeschränkten Herrschaft organisierten „Gesellschaft des 10. Dezember“ hin, die ein bewusstes Nachahmen nahelegten. Nur wenige Monate vor Gründung seiner Organisation hatte Castro im Gefängnis Karl Marx’ Analyse Der achtzehnte Brumaire des Louis Bonaparte aufmerksam studiert, in der Marx die taktische Vorgehensweise Bonapartes (des späteren Kaisers Napoléon III.) detailliert aufzeigt und die entscheidende Bedeutung der Gesellschaft des 10. Dezember bei seinem Staatsstreich vom 2. Dezember 1851 darlegt. Castro lobte das Buch in noch während der Haft verfassten Briefen enthusiastisch und bezeichnete es noch fünfzig Jahre später als eines von zwei oder drei Werken von Marx, die ihn am meisten beeindruckt und von denen er den größten Nutzen gezogen habe. Unter Umgehung der traditionellen Parteien wurde jeweils in Frankreich und auf Kuba eine einem charismatischen Führer treu folgende Kerngruppe gebildet, die zunächst verdeckt agierte, Straßenaufmärsche zu dominieren und soziale Kontrolle auszuüben verstand, und nach Ausschaltung der etablierten repräsentativen Institutionen – wie Parlament und Parteien – als „das Volk“ im direkten Dialog mit dem Anführer dessen uneingeschränkte Exekutivgewalt legitimierte. Eine zentrale Rolle kam dabei den armen Kleinbauern zu, die als Nutznießer des neuen Systems organisiert, zu Massenaufmärschen transportiert und in die Streitkräfte eingebunden wurden, deren bisherige Stützen gleichzeitig als Machtfaktor neutralisiert wurden. Der ganz auf Castro ausgerichtete 26. Juli erreichte diese Ziele ab Januar 1959 sogar in kürzerer Zeit als der historische Vorläufer Gesellschaft des 10. Dezember. Ohne den 10. Dezember zu erwähnen betont auch der kubanisch-US-amerikanische Politikwissenschaftler Samuel Farber die zentrale Bedeutung des vollständig von ihm kontrollierten 26. Juli für den nach marxistischer Lehre „revolutionären Bonapartismus“ Castros.